# Andrés Curbelo
Andrés Curbelo  (Tuluá, Valle del Cauca, Colombia, 14 de enero de 1997) es un futbolista colombo-uruguayo. Juega como defensa central. Tiene 28 años.

## Trayectoria

### Deportivo Cali
Llegó a la cantera del Deportivo Cali en el año 2016 y a partir del año 2017 estuvo  en el equipo profesional hasta inicios de 2018.
Fue cedido a Rentistas a principios de 2018 hasta fines del mismo año.

## Clubes
| Club                | País     | Año         |
| ------------------- | -------- | ----------- |
| Deportivo Cali      | Colombia | 2017-2018   |
| Rentistas           | Uruguay  | 2018        |
| Central Español     | Uruguay  | 2019        |
| Tauro FC            | Panamá   | 2020        |
| CS Miramar Misiones | Uruguay  | 2020 - 2021 |
| Club Oriental       | Uruguay  | 2021        |